# Flavius Ardabur Aspar
Flavius Ardabur Aspar (? – 471) alán származású keletrómai katonatiszt, hadvezér, az 5. század egyik legbefolyásosabb politikusa volt.

## Élete
Apja, Ardabur (latinosan Ardaburius), a keletrómai hadsereg főparancsnoka oldalán már a 420-as évek végén részt vett a Honorius halálát követő itáliai trónharcokban. A 430-as évek első éveiben a Vandál Királyság ellen vezetett hadjáratot Afrikában. Karrierjének csúcsára II. Theodosius uralkodásának vége felé jutott el mint magister utriusque militae, és feltehetően szerepet játszott a császár kegyenceinek harcában. Valószínűleg Pulcheriának, a császár nővérének szövetségese volt, mert miután Theodosius meghalt, a trónt öröklő császárnő azonnal megházasodott, és választottja Aspar hű tisztje, Marcianus lett. Uralkodása idején Marcianus igyekezett elfojtani a germánellenes politikai irányzat megnyilvánulásait – Aspar bázisát ugyanis a zömmel germánokból álló hadsereg adta –, sőt jótevőjét még patriciusi rangra is emelte, fiát pedig a keleti hadszíntér főparancsnokává nevezte ki.
Marcianus halála után egyértelműen Aspar döntött az utódjáról, aki ismét egy tiszt, I. León lett. (Aspar ariánus lévén nem lehetett volna császár.) Leó a kis-ázsiai izauriakkal szövetségben akart megszabadulni Aspartól, akinek Ardabur nevű fiát árulás miatt leváltották. Leó 466-ban az izauriak vezetőjéhez, Taraszikodisszához adta legidősebb lányát, azonban a 468-ban vandáloktól elszenvedett vereség ismét Aspart helyezte az előtérbe. Az alán hadvezér Patricius (Patrikiosz) nevű fia feleségül vette Leó egy másik lányát, és caesari rangra emelkedett – azaz vallása és származása ellenére megnyílt előtte az út a császári trón felé.
470-ben Ardaburról kiderült, hogy támogatott egy trákiai lázadást. Leó ekkor végleg az alán klán likvidálása mellett döntött: 471-ben a palotában Taraszikodissza-Zénónnal teljes egyetértésben megölték Aspart és Ardaburt, a súlyosan sebesült Patriciust megfosztották címétől, házasságát pedig felbontották. Az udvar germánbarát csoportosulása Aspar, Nagy Theoderich keleti gót király nevelője halálával döntő vereséget szenvedett.